# Герб Миколаєва
Герб Микола́єва — офіційний геральдичний символ міста Миколаєва, обласного центру України. Затверджений 26 вересня 1997 року рішенням Миколаївської міської ради.

## Історія

### Перший герб
Перший герб міста був затверджений 7 жовтня 1803 року імператором Олександром I.
Його опис закріплено в Повному зібранні законів Російської імперії:

| На щиті, розділеному від верхньої середини до нижніх кутів, у чорному полі, над срібною кадильницею золотий хрест, оточений променями, а по боках: у лазуровому полі архієрейська митра і в золотому полі архієрейська патериця. |
Атрибути архієрейської влади — митра та патериця — асоціюються з покровителем міста Святим Миколаєм.

### Другий герб
16 березня 1883 року імператорський указом був затверджений другий герб Миколаєва. У проекті Записки про герб військово-портового міста Миколаєва було зазначено:
| Оскільки місто Миколаїв є одним з найголовніших портів Південної Росії, то, залишаючи митру і патерицю, я думаю зобразити в гербі цього міста також і корабель. Оригінальний текст (рос. дореф.) [Такъ какъ городъ Николаевъ есть однимъ изъ главнѣйшихъ портовъ Южной Россіи, то оставляя митру и посохъ я полагаю изобразить въ гербѣ сего города сверхъ того корабль.] Помилка: [undefined] Помилка: {{Lang}}: немає тексту (допомога): невпізнаний код мови: ru-dor (допомога) |
Геральдичний опис (блазон) самого герба такий:
| В лазуровому тлі на срібному хвилястому підніжжі безвітрильна золота у шість чорних весел галера, що її супроводжує у главі щита золота архієрейська митра на двох золотих навхрест покладених патерицях; у лазуровій вільній частині герб Херсонської губернії: срібний руський хрест із сяйвом у чотирьох верхніх кутах, що його супроводжує обабіч та внизу три золоті імператорські корони; щит увінчаний срібною у три зубця баштоподібною короною і покладений на два навхрест покладені золоті якорі, перев'язані стрічкою ордена святого благовірного князя Олександра Невського. |

### Третій герб
Третій герб був затверджений Миколаївською міською радою 1969 року. У результаті конкурсу переміг ескіз художника В'ячеслава Козловського.
На червоно-синьому полі зображено срібне вітрило, під кілем розташована золота напівшестерня, у верхньому лівому куті — серп і молот золотого кольору.

## Сучасний герб

Сучасний міський герб затверджений у День міста, на урочистому засіданні міської Ради, 26 вересня 1997 року. За основу був прийнятий герб 1883 року, з якого прибрали вільну частину з гербом Херсонщини. Його геральдичний опис (блазон) такий:
| В лазуровому з золотою облямівкою тлі на срібному хвилястому підніжжі безвітрильна золота у шість чорних весел галера, що її супроводжує у главі щита золота архієрейська митра на двох золотих навхрест покладених патерицях; щит увінчаний срібною у три зубця баштоподібною короною і покладений на два навхрест покладені золоті якорі, перев'язані стрічкою ордена святого благовірного князя Олександра Невського. |